# David Piper
David Ruff Piper (Edgware, 2 dicembre 1930) è un pilota automobilistico britannico.

## Carriera

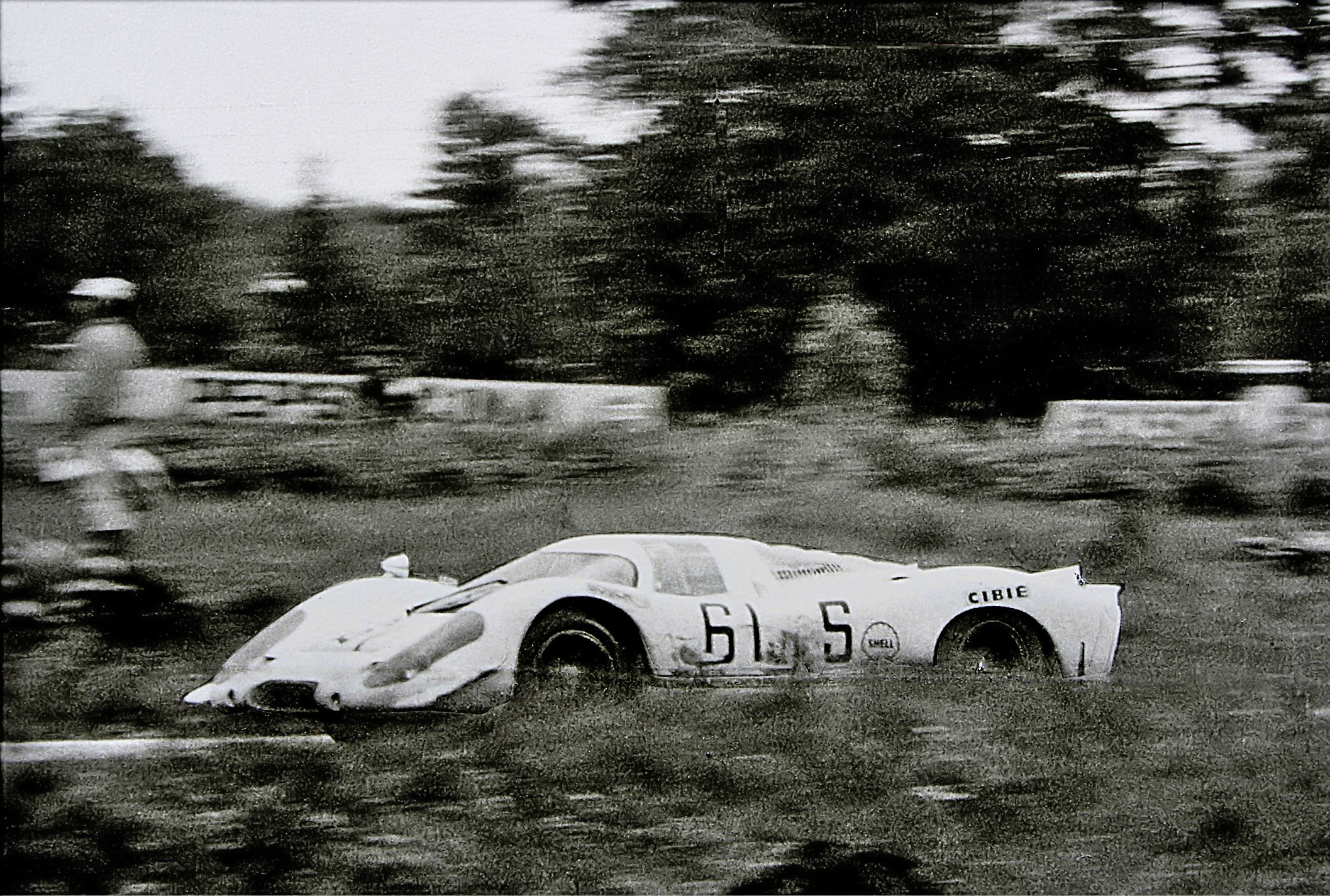
La Porsche 917 di Piper/Gardner durante la 1000 km del Nürburgring 1969

Corse solo 2 Gran Premi in Formula 1 a bordo di una Lotus 16 privata, ma è ricordato soprattutto per essere stato uno tra i migliori piloti privati di vetture Gran Turismo degli anni sessanta, per lungo tempo cliente della Ferrari, le cui vetture erano dipinte nel tipico colore verde delle vetture da corsa inglesi invece del consueto Rosso corsa.
Oltre alle numerose affermazioni nelle competizioni nazionali, tra i suoi risultati di rilievo in campo internazionale vi sono le sei vittorie della "9 Ore di Kyalami" nel 1962 e 1963 su Ferrari 250 GTO, nel 1964 su Ferrari 250 LM, nel 1965 su Ferrari 330 P2, nel 1966 su Ferrari 365 P2/3 e nel 1969 sulla Porsche 917.
Da segnalare anche la vittoria alla 1000 Km di Parigi del 1966, il secondo posto alla 2000 Km di Daytona del 1964, il secondo posto alla 1000 km di Spa 1969, il terzo posto assoluto e la vittoria di classe "Prototipi fino a 4 litri" alla 12 Ore di Sebring 1965, la vittoria di classe "Gran Turismo fino a 3 litri" alla 12 Ore di Sebring del 1964, mentre il miglior risultato alla 24 Ore di Le Mans è il sesto posto ottenuto nel 1963 su una Ferrari 250 GTO della NART in coppia con Masten Gregory.

### L'incidente
Rimase ferito durante le riprese del film "Le 24 Ore di Le Mans" e perse parte di una gamba. Ristabilitosi passò alle corse storiche, continuando a correre sulla sua Porsche 917.

### Risultati in Formula 1
| 1959 | Scuderia       | Vettura  |  |  |  |  |  |     |  |  |  |  |  | Punti | Pos. |
| ---- | -------------- | -------- |  |  |  |  |  | --- |  |  |  |  |  | ----- | ---- |
| 1959 | Pilota privato | Lotus 16 |  |  |  |  |  | Rit |  |  |  |  |  | 0     |      |

| 1960 | Scuderia       | Vettura  |  |  |  |  |  |  |    |  |  |  |  | Punti | Pos. |
| ---- | -------------- | -------- |  |  |  |  |  |  | -- |  |  |  |  | ----- | ---- |
| 1960 | Pilota privato | Lotus 16 |  |  |  |  |  |  | 12 |  |  |  |  | 0     |      |

| Legenda | 1º posto     | 2º posto | 3º posto    | A punti         | Senza punti/Non class.  | Grassetto – Pole position Corsivo – Giro più veloce |
| Legenda | Squalificato | Ritirato | Non partito | Non qualificato | Solo prove/Terzo pilota | Grassetto – Pole position Corsivo – Giro più veloce |